# Зелёный Курган (Рязанская область)
Зелёный Курган — деревня в Чучковском районе Рязанской области. Входит в Остро-Пластиковское сельское поселение.

## География
Находится в восточной части Рязанской области на расстоянии приблизительно 4 км на юго-запад по прямой от районного центра поселка Чучково .

## История
Отмечена была на карте 1941 года как поселение с 16 дворами.

## Население
Численность населения: 9 человек в 2002 году (русские 100 %), 1 в 2010.